# Lagos Continental
Lagos Mainland (ou Lagos Continental em português) é uma área de governo local na Divisão Administrativa de Lagos (Nigéria), do estado de Lagos, na Nigéria.